# Cymbidium eburneum
Cymbidium eburneum Lindl. 1847, es una especie de orquídea epífita o litófita. Es originaria del sur y sudeste de Asia.

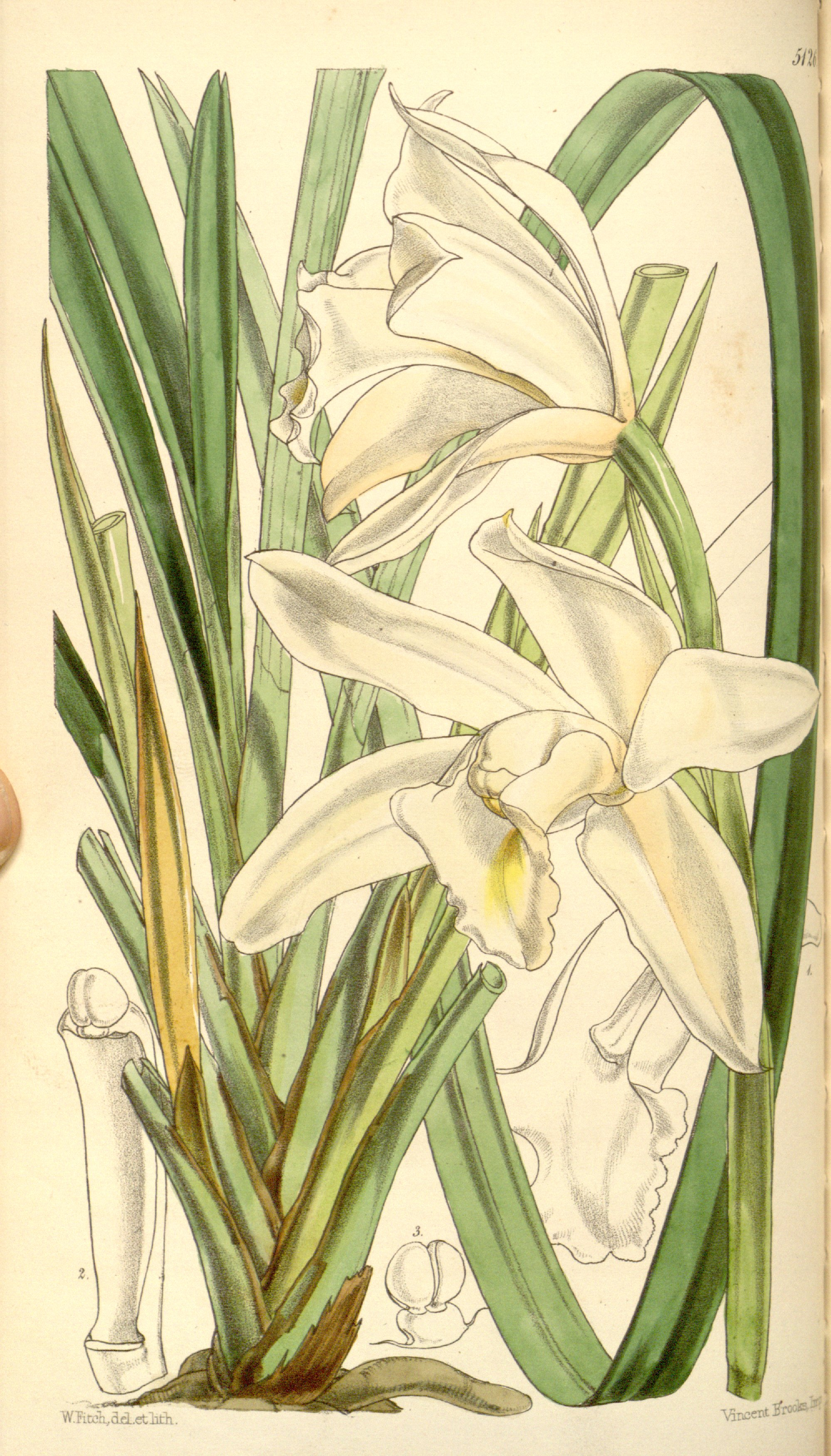
Ilustración

## Descripción
Es una especie de orquídea de tamaño medio, que prefiere clima frío a cálido, es epífita o litófita con pseudobulbo  envuelto basalmente por varias hojas basales y  de 9 a 15 hojas lineales liguladas, de textura fina, muy agudas o bífidas. Florece  en una erecta inflorescencia  basal de 50 a 70 cm de largo con  fragantes flores ceráceas  de larga duración. La floración se produce en el invierno y la primavera.

## Distribución y hábitat
Encontrado en Assam, India, el este de los Himalayas, Nepal, Birmania, el sur de China y Vietnam en los bosques nubosos de altura en los árboles y las rocas en alturas de alrededor de 300 a 2000 metros.

## Taxonomía
Cymbidium chloranthum fue descrita por John Lindley   y publicado en Edwards's Botanical Register 33: , ad pl. 67. 1847.
Etimología
El nombre deriva de la palabra griega kumbos, que significa "agujero, cavidad".  Este se refiere a la forma de la base del labio. Según otros estudiosos derivaría del griego "Kimbe = barco" por la forma de barco que asume el labelo.
eburneum: epíteto latíno que significa "como marfil".
Sinonimia
- Cymbidium syringodorum Griff. 1851;
- Cyperorchis eburnea (Lindl.) Schltr. 1924[3][4][5]

Variedades
- Cymbidium eburneum var. austrojaponicum (Tuyama) M.Hiroe (1971).
- Cymbidium eburneum var. longzhouense Z.J.Liu & S.C.Chen (2006).[6]

## Nombre común
- Castellano: Cymbidium marfileña